# Viorica Susanu
Viorica Susanu (Galaţi, Rumanía; 29 de octubre de 1975) es una remera rumana que ha llegado a ganar cinco medallas olímpicas.

## Biografía
Viorica remó en el ocho de su país que ganó los Juegos Olímpicos del año 2000 y 2004, y en el que quedó bronce en 2008. Además de esas tres medallas también obtuvo el oro en dos sin timonel en los años 2004 y 2008. Además de los títulos olímpicos ganó junto con el ocho nacional el Campeonato Mundial de Remo en 1997, 98 y 99, mientras que fue segunda en 2001.
En 2001 y 2002 también ganó el Campeonato Mundial con su compañera Georgeta Damian batiendo el récord del mundo en 2002. En 2003 solo pudo ser tercera, mientras que fue segunda con el ocho. En 2007 y 2008 volvió a obtener un título importante, ganó el Campeonato de Europa junto con el equipo nacional en el ocho y al año siguiente junto a su compañera Georgeta Damian. El año anterior también había participado econ Georgeta en el Campeonato Mundial y terminaron en tercer lugar, mientras que fueron segundas en el ocho rumano. En 2012 compitió nuevamente en el Campeonato de Europa y volvió a vencer junto al equipo nacional en el ocho.